# Radivoje Krivokapić
Radivoje Krivokapić (serbisch-kyrillisch Радивоје Кривокапић; * 11. September 1953 in Senta, SFR Jugoslawien; † vor dem oder am 12. November 2024 in Senta, Serbien) war ein jugoslawischer Handballspieler.

## Karriere

### Verein
Radivoje Krivokapić lernte das Handballspielen in Senta und in Ada. Der 1,92 m große linke Rückraumspieler spielte für RK Partizan Belgrad, Potisje Ada und RD Slovan Ljubljana. Mit dem slowenischen Klub wurde er 1980 jugoslawischer Meister. Bei der folgenden Europapokalteilnahme unterlag er mit Slovan erst in den Finalspielen des Europapokals der Landesmeister 1980/81 dem SC Magdeburg mit 25:23 und 18:29. In der Saison 1982/83 spielte er für den deutschen Verein SG Dietzenbach. Nach dem Abstieg aus der Bundesliga wechselte er nach Spanien zum Erstligisten Tecnisa Alicante. Nach einem Jahr Pause kehrte er 1986 noch einmal zu Alicante zurück. Im Sommer 1987 wechselte er zu Balonmano Elche.

### Nationalmannschaft
Mit der jugoslawischen Nationalmannschaft belegte Radivoje Krivokapić bei den Olympischen Spielen 1976 in Montreal und bei der Weltmeisterschaft 1978 den fünften Platz. Bei den Mittelmeerspielen 1979 gewann er mit der Auswahl die Goldmedaille. Bei der Weltmeisterschaft 1982 gewann er mit dem Team die Silbermedaille.

## Privates
Radivoje Krivokapić ist der Onkel der beiden ehemaligen Handballnationalspieler Milorad Krivokapić und Marko Krivokapić.
Radivoje Krivokapić starb vor oder am 12. November 2024 in Senta in Folge eines Herzinfarktes.